# Guadalupe y Calvo
Guadalupe y Calvo är en ort i Mexiko.   Den ligger i kommunen Guadalupe y Calvo och delstaten Chihuahua, i den nordvästra delen av landet, 1 100 km nordväst om huvudstaden Mexico City. Guadalupe y Calvo ligger 2 315 meter över havet och antalet invånare är 3 230.
Terrängen runt Guadalupe y Calvo är kuperad. Runt Guadalupe y Calvo är det mycket glesbefolkat, med 6 invånare per kvadratkilometer. Guadalupe y Calvo är det största samhället i trakten. I omgivningarna runt Guadalupe y Calvo växer huvudsakligen savannskog.